# Municipio de Canova
El municipio de Canova (en inglés: Canova Township) es un municipio ubicado en el condado de Miner en el estado estadounidense de Dakota del Sur. En el año 2010 tenía una población de 82 habitantes y una densidad poblacional de 0,89 personas por km².

## Geografía
El municipio de Canova se encuentra ubicado en las coordenadas 43°53′33″N 97°33′2″O / 43.89250, -97.55056. Según la Oficina del Censo de los Estados Unidos, el municipio tiene una superficie total de 92.57 km², de la cual 92,57 km² corresponden a tierra firme y (0 %) 0 km² es agua.

## Demografía
Según el censo de 2010, había 82 personas residiendo en el municipio de Canova. La densidad de población era de 0,89 hab./km². De los 82 habitantes, el municipio de Canova estaba compuesto por el 100 % blancos. Del total de la población el 0 % eran hispanos o latinos de cualquier raza.